# Caius Licinius Macer
Pour les articles homonymes, voir Macer.
Caius Licinius Macer est un historien romain, né vers 105 av. J.-C., mort en 66 av. J.-C.

## Biographie
C'est un membre de la gens des Licinii, renommée à Rome. Il est le père du poète Caius Licinius Macer Calvus. 
Il devient questeur en 78 av. J.-C., est élu tribun de la plèbe en 73 av. J.-C., puis préteur en 66 av. J.-C.
C'est à la fin de cette dernière charge, en tant que gouverneur de province romaine, qu'il est accusé en 66 av. J.-C. par Cicéron de prévarication, et d'extorsion à l'encontre des deniers de l'État romain.
S'estimant injustement accusé, il est néanmoins déféré devant un tribunal. Peu avant la promulgation de la sentence, il préfère se suicider pour épargner l'infamie à sa famille, ainsi que la confiscation de ses biens.

## Son œuvre
Il est l'auteur d'une histoire romaine, ou annales en 21 livres.
Il semble avoir eu le souci d'utiliser des documents officiels - telles que les archives des traités de Rome-, pour rédiger son récit. 
L'historien Tite-Live, qui par endroits s'inspire de ses annales, critique cependant sa partialité en faveur de la gens Licinia.
Quelques fragments de son œuvre ont été préservés notamment par Tite-Live et Pline l'Ancien.
Beaucoup de ces fragments se rapportent au premier livre de son œuvre où était racontée la fondation de Rome, ainsi que la vie de Romulus et Remus.
L'historien byzantin Jean Malalas pour son propre récit des origines de Rome semble suivre de près l'ouvrage de Licinius Macer. il y présente une tradition hostile au personnage semi-légendaire de Romulus, coupable d'avoir attisé un état de guerre civile entre factions, en tuant son propre frère.
Il rapporte aussi la naissance des deux frères jumeaux sous un angle clairement non légendaire.

## Sources

### Sources anciennes
Sur la mort de Licinius Macer
- Plutarque Vie de Cicéron IX-9
- Valère Maxime Faits et paroles mémorables   IX-12

Sur ses annales historiques
- Tite-Live Histoire romaine  VII-9.3
- Jean Malalas Chronographie VII